# Oratorio dei Disciplinanti (Corniglia)

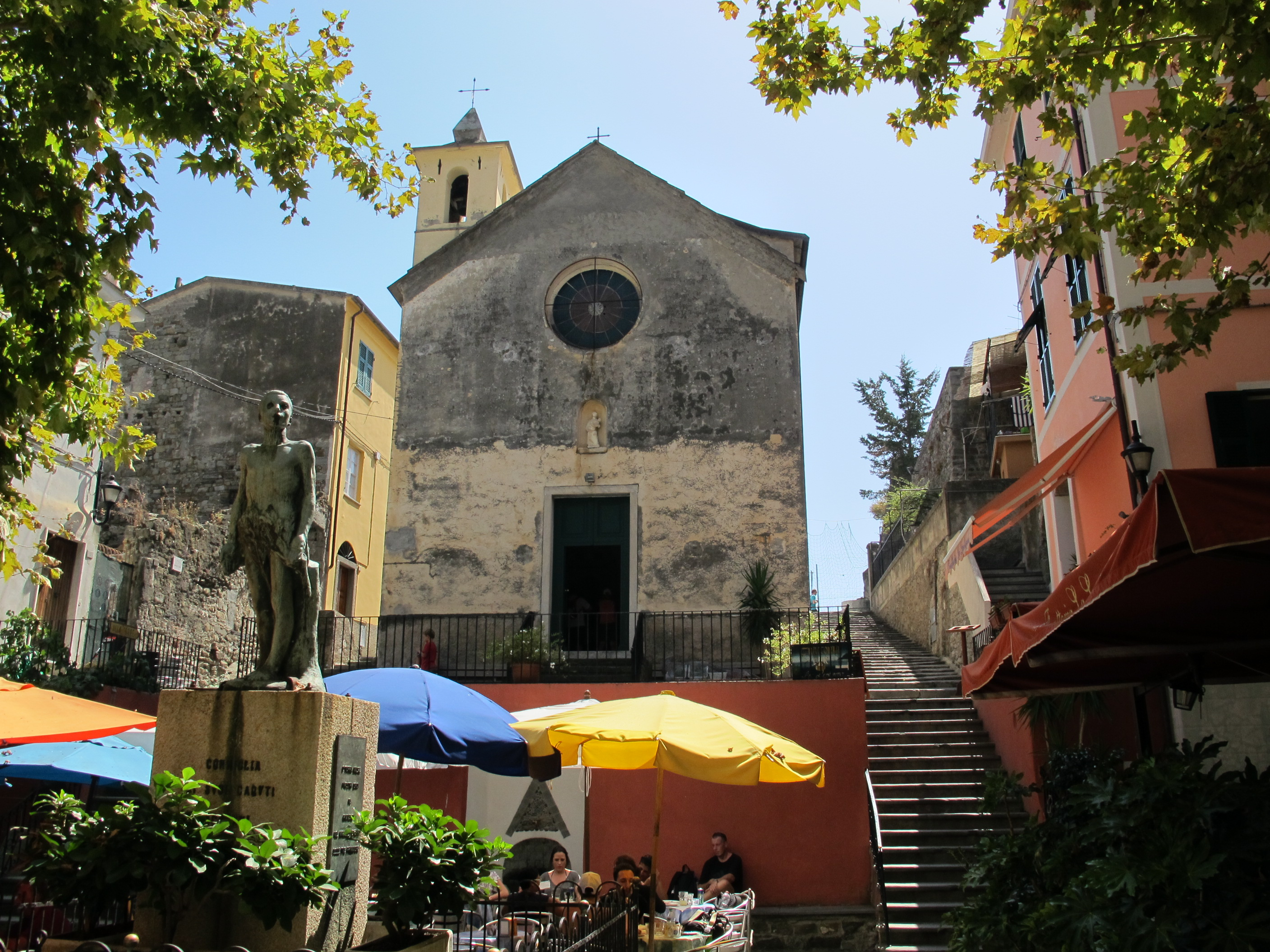
Oratorio dei Disciplinanti
Corniglia

L'oratorio dei Disciplinanti è un piccolo oratorio del XVIII secolo situato nel pieno centro di Corniglia, nelle Cinque Terre in provincia della Spezia.
Il suo nome deriva dalla confraternita religiosa dei Disciplinanti, diffusa anche in altri borghi di Liguria e delle Cinque Terre in particolare.
L'edificio, in posizione elevata sulla piazzetta del borgo, presenta una facciata a capanna nella quale, sopra il semplice portate, si aprono un'ampia finestra circolare ed una nicchia che ospita la statua di santa Caterina d'Alessandria alla quale l'oratorio è dedicato.

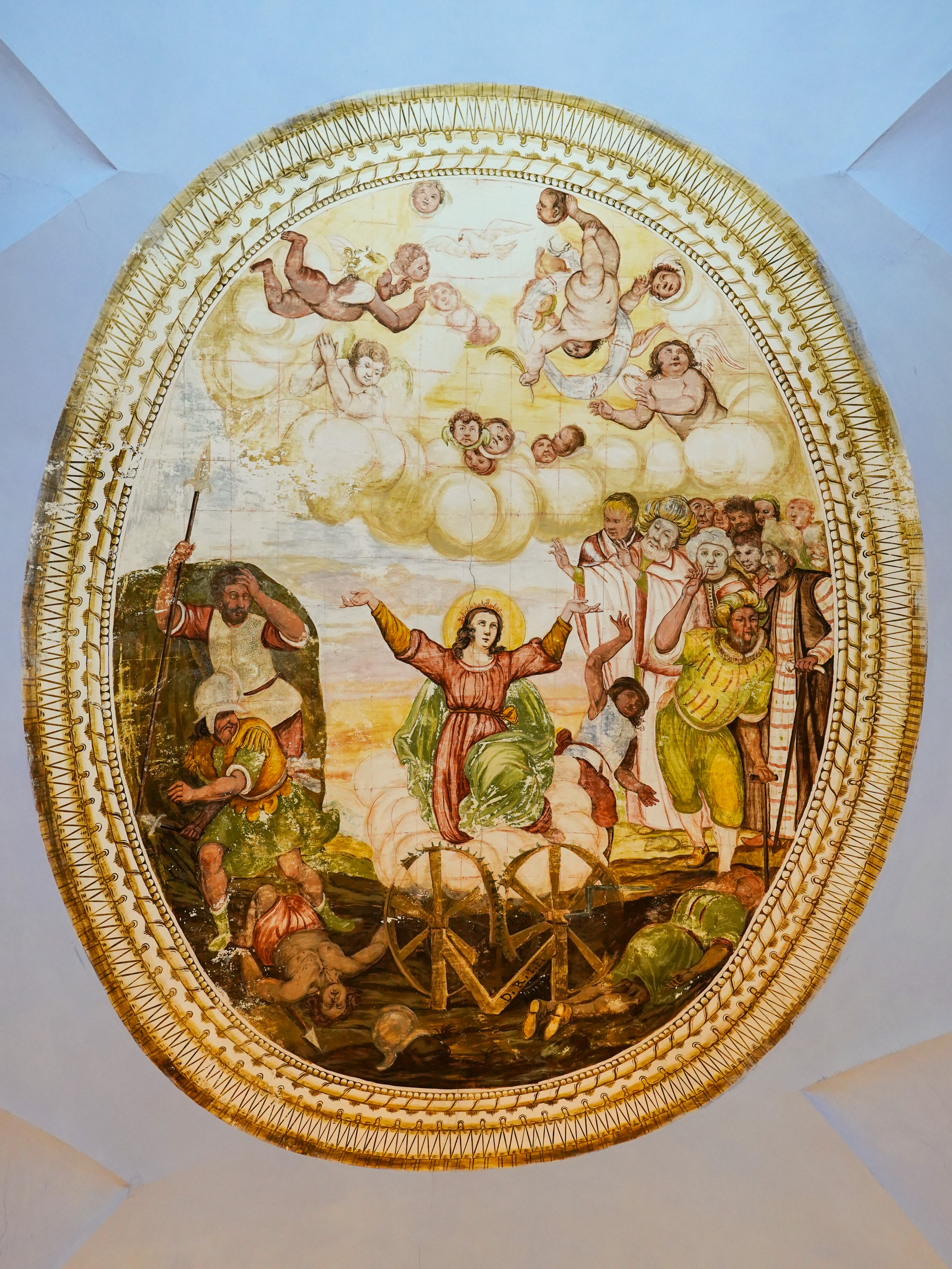
Supplizio di Santa Caterina d'Alessandria
affresco sul soffitto, XVIII secolo

L'interno è costituito da un ambiente ad aula unica e presenta un soffitto affrescato del Settecento, raffigurante il martirio di santa Caterina d'Alessandria.
Dietro il fianco destro è un piccolo campanile.
Oggi l'oratorio è diventato anche sede di conferenze e di mostre d'arte contemporanea.